# Loreggia
Loreggia ist eine norditalienische Gemeinde (comune) mit 7711 Einwohnern (Stand 31. Dezember 2023) in der Provinz Padua in Venetien. Die Gemeinde liegt etwa 21 Kilometer nordnordöstlich von Padua am Muson Vecchio. Loreggia grenzt unmittelbar an die Provinz Treviso. 

## Verkehr
Durch die Gemeinde führt die frühere Strada Statale 307 del Santo (heute: Regionalstraße).

## Söhne und Töchter
- Fernando Mason (* 1945), römisch-katholischer Ordensgeistlicher, Bischof von Piracicaba in Brasilien